# クレオメネス (彫刻家)
クレオメネス（希：Κλεομένης, ラテン文字転記：KleomenesあるいはCleomenes、生没年不明）は古代ギリシアの彫刻家である。
クレオメネスは大プリニウスによってのみアシニウス・ポリオによってローマの彼の彫像――おそらくパラティネの丘の図書館に置かれたテスピアデスないしムーサイの群像――の作者として言及された彫刻家である。古代において大きな名声を享受したようには見えないこの芸術家は、最も見事な像の一つ、ウェヌス・デ・メディチ（en:Venus de' Medici）の台座には彼の銘（「クレオメネス、アポロドロスの子、アテナイ人」）があるためにとりわけ我々には興味深い人物である。しかし、この碑文は、認められている彼らのもののよりも偉大な作者に嬉々として文句を言いうフィレンツェの批評家たちによって現代の偽作であると考えられている。
クレオメネスの年代については、ムンミウスはギリシアに遠征した時に前述のムーサイの群像をテスピアイからローマに運んだことから、クレオメネスはしたがって、ムンミウスによってコリントスが破壊された紀元前146年より前には生きていたことになる。ウェヌスの美しい像は明らかにプラクシテレスのクニドスの像の模造である。そしてクレオメネスはアテナイにおいてこの偉大な芸術家のスタイルの復興を試みたというミュラーの意見は非常にありえる。クレオメネスは、この推測によれば、紀元前363年から紀元前146年の間に生きたことになる。
さて、他のクレオメネス、賞賛されてはいるが、しかし幾分か生気のないルーブルの像の作者がおり、非常に僅かな台座がないにもかかわらず、それは一般にゲルマニクスの像であるとされている。右手が上がっていることはローマの弁論家であることを、下のほうにある亀はメルクリウスを示している。その芸術家は自らを「クレオメネス、クレオメネスの子、アテナイ人、作者、作った」とした。
彼はしたがってアポロドロスの息子とは区別されるが、アポロドロスの息子の息子かもしれない。というのもクレオメネスという名はアテナイでは非常に珍しく、他のクレオメネスが彼の父であるとはほとんど考えられない。それに、息子が父の職を引き継ぐことは古代の芸術家に一般的である。しかしマケドニア戦争がローマ軍をギリシアにいざなう前にアテナイの彫刻家が神の形でローマ人の像を作ったことは全くありえない。こちらのクレオメネスはしたがって紀元前200年以降、恐らくキュノスケファライの戦い以降に彼の技術を鍛えたことになる。
他の作品もまたクレオメネスの名が刻み付けられており、つまりそれはフィレンツェの浅浮き彫りである。それは非常に素晴らしい作品であり、クレオメネスが作ったと彫られている。しかし我々はそれが父のものであるのか、息子のものであるのか、あるいは第三の人物、デジレ・ラウル・ロシェットによって発表されたより最近の芸術家のものなのかと決定できない。ウィルトン・ハウスに集められた四つの像の銘は非常に疑わしい記述である。

## 註
1. ↑  プリニウス, XXXVI. 4